# Maciej Dejczer
Maciej Dejczer (ur. 15 lipca 1953 w Gdańsku) – polski reżyser i scenarzysta.

## Życiorys

### Wczesne lata
Urodził się i wychował w Gdańsku, gdzie w 1972 ukończył III Liceum Ogólnokształcące im. Bohaterów Westerplatte. W 1977 ukończył studia na kierunku filologia polska na Uniwersytecie Gdańskim, a w 1984 na Wydziale Radia i Telewizji Uniwersytetu Śląskiego w Katowicach.

### Kariera
Jego etiuda studencka Chłopcy (1982) otrzymała nagrodę dla najlepszego dokumentu na Festiwalu Szkół Filmowych w Monachium w 1983, a w 1987 został uznany najlepszym filmem fabularnym na tym samym festiwalu. Współpracował z Krzysztofem Kieślowskim podczas realizacji dramatu psychologicznego Bez końca (1984). Rozgłos przyniósł mu pełnometrażowy debiut 300 mil do nieba (1989), za który otrzymał Felixa w kategorii najlepszy młody film europejski oraz Nagrodę Dziennikarzy Zagranicznych na Festiwalu Polskich Filmów Fabularnych w Gdyni, natomiast w 1990 Nagrodę Młodej Publiczności na Międzynarodowym Festiwalu Filmowym w Cannes oraz Złote Lwy na 15. Festiwalu Polskich Filmów Fabularnych. W latach 1989–1991 był członkiem Komitetu Kinematografii. W 1990 został uhonorowany nagrodą wojewody gdańskiego za osiągnięcia w dziedzinie kultury i sztuki.
Wyreżyserował też spektakle – Hłasko Marka Hłaski (1991) w Teatrze im. Wojciecha Bogusławskiego w Kaliszu i Hłasko wg Pięknych dwudziestoletnich (1993) w Teatrze Polskim w Bydgoszczy. W 1992 rozpoczął współpracę z Teatrem Telewizji realizując przedstawienie Pod dębami Pawła Huelle z Jackiem Mikołajczakiem, a wśród jego kolejnych spektakli znalazły się Chłopcy z Placu Broni Ferenca Molnára (1996) i Wampir Wojciecha Tomczyka (2004). Ponadto zrealizował filmy dokumentalne – muzyczny To musisz być ty (1993) oparty na piosenkach zespołu Chłopcy z Placu Broni, Budka Suflera w Nowym Jorku (2000) o koncercie Budki Suflera w Carnegie Hall i Walker (2004) o Robercie Korzeniowskim. Za reżyserię wideoklipu do piosenki „W niewielu słowach” Budki Suflera otrzymał Srebrnego Yacha na Festiwalu Polskich VideoKlipów „Yach Film’99”.
Kolejnym kinowym sukcesem była oparta na prawdziwej historii koprodukcja polsko-niemiecko-francusko-brytyjskiej Bandyta (1997) z udziałem Tila Schweigera w roli tytułowej, Pete’a Postlethwaite’a i Johna Hurta. Film zdobył wiele nagród, w tym Hartley–Merrill Award i na festiwalu Filmowym w Gdyni za scenariusz Cezarego Harasimowicza. Następnie Dejczer zaangażował się w produkcje telewizyjne, reżyserując popularne seriale – M jak miłość, Na dobre i na złe, Ojciec Mateusz i Oficer.

## Życie prywatne
W 2003 zawarł związek małżeński z aktorką Moniką Kwiatkowską, z którą ma syna Macieja. W 2016 doszło do rozwodu.

## Filmografia

### Filmy
- 1986: Dzieci śmieci w cyklu Kronika wypadków (także scenariusz)
- 1989: 300 mil do nieba, także scenariusz i dialogi
- 1994: Jest jak jest
- 1997: Bandyta
- 2015: Listy do M. 2

### Seriale
- 1999–2000: Czułość i kłamstwa
- 2000–2006: M jak miłość
- 2001–2003: Na dobre i na złe
- 2002–2006: Samo życie
- 2004–2005: Oficer
- 2005: Klinika samotnych serc
- 2005–2007: Magda M.
- 2006: Klinika samotnych serc
- 2006: Oficerowie
- 2008: Trzeci oficer
- 2008: Ojciec Mateusz (odc. 1–4)
- 2009: Teraz albo nigdy!
- 2009: Ojciec Mateusz (odc. 25–49)
- 2011: Chichot losu
- 2011: Rezydencja
- 2012: Misja Afganistan
- 2015–2016: Strażacy
- 2021: Ojciec Mateusz (odc. 324–329)

### Teledyski
| Rok  | Tytuł                       | Wykonawca             | Obsada aktorska                              |
| ---- | --------------------------- | --------------------- | -------------------------------------------- |
| 1992 | „2 Children”                | Tamerlane             |                                              |
| 1993 | „Kocham cię”                | Chłopcy z Placu Broni | Agnieszka Jasieniecka, Jan Bzdawka           |
| 1994 | „Bez ciebie umieram”        | Maanam                | Alex Murphy                                  |
| 1994 | „W życiu trzeba wolnym być” | Marek Jackowski       |                                              |
| 1999 | „Głodny”                    | Budka Suflera         |                                              |
| 1999 | „Martwe morze”              | Budka Suflera         |                                              |
| 1999 | „W niewielu słowach”        | Budka Suflera         |                                              |
| 2000 | „Requiem nad ranem”         | Budka Suflera         |                                              |
| 2000 | „Bal wszystkich świętych”   | Budka Suflera         |                                              |
| 2000 | „Błękitna arka”             | Budka Suflera         |                                              |
| 2000 | „Świat od zaraz”            | Budka Suflera         |                                              |
| 2012 | „List”                      | Chemia                | Laura Samojłowicz, Mikołaj Krawczyk          |
| 2013 | „Song 4 Boys”               | Coma                  | Piotr Rogucki, Paweł Małaszyński, Eryk Lubos |

## Nagrody
- 1981: Burgas – Przegląd Filmów Amatorskich – nagroda specjalna dla filmu Nad brzegiem
- 1983: Monachium – III Europejskie Spotkania Szkół Filmowych i Telewizyjnych – Główna Nagroda w kategorii filmu dokumentalnego dla filmu Chłopcy
- 1984: Sosnowiec – Konfrontacje etiud studentów reżyserii PWSFTviT oraz Wydziału Radia i Telewizji Uniwersytetu Śląskiego w Katowicach – III nagroda za film Wyjście
- 1989: Europejska Nagroda Filmowa dla odkrycia roku Felix – nagroda dla najlepszego filmu europejskiego za 300 mil do nieba
- 1989: Gdańsk – 14. Festiwal Polskich Filmów Fabularnych w Gdyni – wyróżnienie, nagroda dziennikarzy zagranicznych, nagroda Federacji DKF, nagroda prywatna Waltera Kotawy z USA za 300 mil do nieba
- 1989: Koszalin – XVII Koszaliński Festiwal Debiutów Filmowych „Młodzi i Film” – wyróżnienie za i Bursztynowy Wektor (nagroda Koła Młodych SFP) za film "300 mil do nieba"
- 1990: nagroda szefa kinematografii za reżyserię filmu 300 mil do nieba
- 1990: nagroda wojewody gdańskiego za osiągnięcia w dziedzinie kultury i sztuki
- 1998: Viareggio (Włochy) – XV MFF – Nagroda Specjalna Jury oraz Nagroda Międzynarodowej Krytyki Filmowej dla filmu Bandyta
- 1998: Kazimierz Dolny – IV Festiwal Filmów – nagroda publiczności dla filmu Bandyta
- 1998: Tarnów – XII Tarnowska Nagroda Filmowa – Nagroda Maszkarona (jury młodzieżowe) dla filmu Bandyta
- 1999: Gdańsk – VIII Festiwal Polskich Wideoklipów JACHFILM’99 – Srebrny Yach za teledysk „W niewielu słowach” Budki Suflera